# Muhammad Latif
Muhammad Latif (urdu ‏محمد لطیف‎, ur. 13 lutego 1939) – pakistański zapaśnik walczący w stylu wolnym. Olimpijczyk z Melbourne 1956, gdzie zajął siódme miejsce w kategorii do 73 kg.

## Letnie Igrzyska Olimpijskie 1956
| Konkurencja      | Rundy eliminacyjne         | Rundy eliminacyjne | Rundy eliminacyjne           | Klas. końcowa |
| Konkurencja      | Przeciwnik I               | Przeciwnik II      | Przeciwnik III               | Miejsce       |
| ---------------- | -------------------------- | ------------------ | ---------------------------- | ------------- |
| 73 kg styl wolny | Alfred Tischendorf (DDR) P | wolny los Z        | Coenraad de Villiers (ZAF) P | 7.            |